# A Doll's House
A Doll's House é um filme mudo norte-americano de 1917, do gênero drama, escrito e dirigido por Joe De Grasse, com roteiro baseado na peça teatral Casa de Bonecas, de Henrik Ibsen.

## Elenco
- Dorothy Phillips ... Nora Helmer
- William Stowell ... Torvald Helmer
- Lon Chaney ... Nils Krogstad
- Sydney Deane ... Dr. Rank
- Miriam Shelby ... Christina Linden
- Helen Wright ... Anna